# Phủ doãn Tông Tòa
Phủ doãn Tông Tòa (Praefectura Apostolica) là một linh mục đứng đầu cho Hạt phủ doãn Tông Tòa - khu vực truyền giáo của Giáo hội Công giáo Rôma vẫn chưa được phát triển hoàn thiện để tạo lập thành một giáo phận. Nếu một hạt phủ doãn Tông Tòa phát triển và hoàn thiện, nó sẽ được nâng cấp lên thành Hạt đại diện Tông Tòa do một giám mục hiệu tòa cai quản. Tính đến cuối năm 2010, toàn Giáo hội Công giáo Rôma có 39 chức phủ doãn Tông Tòa, trong đó làm nhiệm vụ ở Trung Quốc là 29 vị.

## Danh sách các Hạt Phủ doãn Tông Tòa trên thế giới
Tính đến cuối năm 2010, toàn thế giới có 39 hạt Phủ doãn Tông Tòa, trong đó đa số (29) là ở Trung Quốc. 10 hạt còn lại gồm 1 mới thành lập ở Azerbaijan, 4 ở châu Á, 3 ở châu Phi, 1 ở châu Mỹ và 1 ở châu Đại Dương

### Trung Quốc
- An Khang / Hưng An
- Bảo Tĩnh
- Quế Lâm
- Hải Nam
- Hải Châu
- Giai Mộc Tư (Jiamusi)
- Kiến Âu
- Linh Lĩnh / Vĩnh Châu
- Lâm Thanh
- Lâm Đồng
- Lễ Huyện / Lễ Châu
- Tề Tề Ha Nhĩ (Qiqihar)
- Thiệu Vũ
- Sa Thị
- Thạch Thiên
- Tùy Huyện
- Đồng Châu
- Truân Khê
- Uy Hải Vệ
- Tương Đàm
- Tây Ninh
- Tân Giáng / Giáng Châu
- Tân Cương - Ô Lỗ Mộc Tề /　Xinjiang - Urumqi
- Tân Hương
- Dương Châu
- Ích Đô Huyện
- Dịch Huyện
- Nhạc Dương / Nhạc Châu
- Chiêu Thông

### Các vùng khác ở châu Á
- Battambang (Campuchia)
- Kompong Cham (Campuchia)
- Ulaanbaatar (Mông Cổ)
- Yuzhno Sakhalinsk (Nga)

### Á/Âu
- Azerbaijan

### Châu Đại dương
- Quần đảo Marshall

### Châu Phi
- Misurata (Libya)
- Tây Sahara

### Châu Mỹ
- Quần đảo Malvinas / Falkland, bao gồm cả Nam Georgia